# Il libro dei draghi
Il libro dei draghi (Book of Dragons) è un cortometraggio animato basato sul franchise di Dragon Trainer. È stato prodotto dalla DreamWorks Animation e diretto da Steve Hickner. Il cortometraggio è stato rilasciato il 15 novembre 2011, in DVD e Blu-ray, insieme a Il dono del drago, un altro cortometraggio basato sul franchise di Dragon Trainer.

## Trama
Ambientato dopo gli eventi di Dragon Trainer, il cortometraggio presenta Hiccup, Astrid, Gambedipesce, Sdentato e Skaracchio che raccontano la leggenda del Libro dei Draghi con le disavventure del suo autore, Bork il Baldo. Oltre alle scoperte di Bork, i giovani vichinghi rivelano i propri metodi di addestramento che hanno sviluppato con nuovi draghi mai visti prima. Il cortometraggio mostra un totale di 14 diverse specie di draghi, ciascuno diviso in 7 classi: Stoker (Terribile Terrore, Incubo Orrendo), Boulder (Gronkio, Morte Sussurrante), Fear (Orripilante Bizippo, Snaptrapper), Sharp (Uncinato Mortale, Tagliaboschi), Tidal (Scalderone, Tamburo Furente), Mystery (Cambia-ala, Rubaossa) e Strike (Skrill, Furia Buia). Ma nel libro non compaiono tutti i draghi che compaiono nella serie televisiva.

## Doppiatori
| Personaggio                   | Doppiatore originale     | Doppiatore italiano |
| ----------------------------- | ------------------------ | ------------------- |
| Hiccup Horrendous Haddock III | Jay Baruchel             | Flavio Aquilone     |
| Skaracchio                    | Craig Ferguson           | Carlo Valli         |
| Astrid Hofferson              | America Ferrera          | Letizia Scifoni     |
| Gambedipesce Ingerman         | Christopher Mintz-Plasse | Gabriele Patriarca  |
| Bork il Baldo                 | Jim Cummings             | Jim Cummings        |
| Moglie di Bork                | Tress MacNeille          | Tress MacNeille     |